# Fleurety
Fleurety — норвезький авангард-метал гурт. Колектив сформувався 1991 року Свейном Егілем Хатлевіком та Александром Нордгареном. 

## Історія
Гурт сформувався у містечку Енебакк, випустив свій перший демо-запис Black Snow у 1993 році. Після цього з'явився
7" EP A Darker Shade of Evil у 1994 році, виданий на англійському лейблі Aesthetic Death Records. Обидва записи були досить традиційним блек-металом, з дуже високим кричущим вокалом, що надає колективу характерний звук.
У 1995 році гурт випустив альбом Min Tid Skal Komme, у співпраці між Aesthetic Death Records та Misanthropy Records. Цей альбом можна охарактеризувати як суміш авангардного / психоделічного блек-метал стилю з атональними гармоніками, елементами народної музики та жіночим вокалом норвезької поп-співачки Маріан Аас Хансен.
З міні-альбомом, виданим 1999-го, — Last-Minute Lies — колектив продовжував свою творчість у блек-металі. Цей запис і наступний альбом був виданий на Supernal Music.
У 2000 році Fleurety випустила свій альбом Department of Apocalyptic Affairs. Цей альбом продемонстрував ще більш еклектичний музичний стиль, що охоплював метал, джаз та електроніку, і мав ряд запрошених музикантів з норвезького блек-металу та авангарду; серед них Kristoffer Rygg і Tore Ylwizaker з Ulver, Hellhammer i Maniac з Mayhem, Carl-Michael Eide з Aura Noir і Ved Buens Ende, Steinar Sverd Johnsen з гурту Arcturus, і Einar Sjursø з Beyond Dawn.
У 2003 році альбом Min tid skal komme був перевиданий компанією Candlelight Records, до якого входить запис «Darker Shade of Evil» та трек, записаний для альбому збірки Blackden 1995 року — «Absence». Цей альбом також був повторно виданий у 2008 році як подвійний LP на лейблі Aesthetic Death Records, до якого входить той же матеріал, як на перевиданому CD, а також демо Black Snow.
У жовтні 2009 року Fleurety випустили 7-дюймовий вініл-EP Ingentes Atque Decorii Vexilliferi Apokalypsis. У цьому релізі представлено ремейки давнього матеріалу: пісні «Descent into Darkness», з демо-запису 1993 року Black Snow і «Absence». На записі «Descent into Darkness» присутні Hellhammer і Necrobutcher з Mayhem, а також Runhild Gammelsæter як гостьові музиканти. Це був перший EP, доступний лише на вінілі та обмеженому випуску. Другий реліз у серії Evoco Bestias видано в грудні 2010 року.
У 2013 році Fleurety випустили новий EP: Et Spiritus Meus Semper Sub Sanguinantibus Stellis Habitatabit.
2017-року світ побачили три нових реліза: альбом The White Death на лейблі Peaceville, лімітований 7-дюймовий EP на вінілі Fragmenta Cuinsvis Aetatis Contemporaneae, виданий лейблом Aesthetic Death Records та компіляцію Inquietum на тому ж лейблі.

## Дискографія

### Демо-записи
- Black Snow — (1993)
- Promo '95 — (1995)

### EP
- A Darker Shade of Evil — (1994)
- Last-Minute Lies — (1999)
- Ingentes Atque Decorii Vexilliferi Apokalypsis — (2009)
- Evoco Bestias — (2010)
- Fragmenta Cuinsvis Aetatis Contemporaneae — (2017)

### Студійні альбоми
- Min Tid Skal Komme — (1995)
- Department of Apocalyptic Affairs — (2000)
- Min Tid Skal Komme (Gjenutgivelse) — (2003)
- The White Death — (2017)

### Компіляції
- Inquietum — (2017)

## Учасники
- Svein Egil Hatlevik — барабани, вокал, синтезатор (Zweizz, Umoral, екс-Dødheimsgard)
- Alexander Nordgaren — гітара, бас, вокал